# Kaiserwald Ryga
SV Kaiserwald Ryga (łot. FK Ķeizarmežs (Rīga)) – łotewski klub piłkarski z siedzibą w stolicy kraju, mieście Ryga, działający w latach 1909–1934.

## Historia
Chronologia nazw:
- 1909: SV Kaiserwald Ryga (łot. SV Kaiserwald (Rīga))
- 1934: klub rozwiązano

Klub piłkarski SV Kaiserwald został założony w Rydze w 1909 roku przez Niemców bałtyckich na terenie nowopowstałego przedmieścia willowego Mežaparks (dawniej niem. Kaiserwald). Był jednym z centralnych klubów mniejszości niemieckiej obok Hagensberger TuSV z okręgu ryskiego o tej samej nazwie i RV Union Ryga. W 1910 roku klub był jedną z trzech drużyn grających w nowo powstałej Ryskiej Lidze Piłkarskiej, obok British FC i RV Union. Do 1914 klub brał udział w Ryskiej Lidze Piłki Nożnej. W 1915 klub zrezygnował z mistrzostw, ze względu na trwającą I wojnę światową.
Ze względu na I wojnę światową i walkę o niepodległość, aż do 1920 roku na Łotwie nie grano regularnie w piłkę nożną. Klub z łotewską nazwą FK Ķeizarmežs był następnie jednym z druzyn sportowych, które zostały przywrócone po ogłoszeniu niepodległości Łotwy. W 1921 roku klub ponownie wziął udział w pierwszych Mistrzostwach Łotwy. Po sześciu meczach zajmował pierwszą pozycję w tabeli. Jednak ze względu na szybko zbliżającą się zimę sezon nigdy nie dokończono. Od 1922 do 1923 i ponownie w 1925 grał w Mistrzostwach Łotwy w piłce nożnej. W 1924 roku w trakcie rozgrywek obcokrajowcom zakazano gry w mistrzostwach Łotwy, więc klub wycofał się po rozegraniu dwóch meczów. W 1925 roku klub powrócił, jednak z osłabionym zespołem, bez obcokrajowców, w mistrzostwach zajął dopiero 5. miejsce. W następnym roku klub upadł. Na początku lat 30. podjęto próby odbudowy klubu, ale po rozegraniu kilku nieudanych sezonów w Mistrzostwach Rygi, klub przestał istnieć na dobre po sezonie 1934.

## Barwy klubowe, strój, herb, hymn
|  |  |

Klub ma barwy biało-czarne. Piłkarze domowe spotkania zazwyczaj grali w białych koszulkach, czarnych spodenkach oraz białych getrach.

## Sukcesy

### Trofea międzynarodowe
Nie uczestniczył w rozgrywkach europejskich (stan na 31-05-2024).

### Trofea krajowe
| \| \| Zdobyte trofea w rozgrywkach Łotwy (stan na: 31-05-2024) \| |                                                          |      |            |
| Rozgrywki                                                         | Osiągnięcie                                              | Razy | Sezon(y)   |
| Mistrzostwo                                                       | I miejsce                                                | 2    | 1922, 1923 |
| Mistrzostwo                                                       | II miejsce                                               | 0    |            |
| Mistrzostwo                                                       | III miejsce                                              | 0    |            |
| · Puchar                                                          | zdobywca                                                 | 0    |            |
| · Puchar                                                          | finalista                                                | 0    |            |
| II liga                                                           | I miejsce                                                | 0    |            |
| II liga                                                           | II miejsce                                               | 0    |            |
| II liga                                                           | III miejsce                                              | 0    |            |
| Łotwa                                                             | Zdobyte trofea w rozgrywkach Łotwy (stan na: 31-05-2024) |      |            |

- Ryska Liga Piłki Nożnej:
  - mistrz (1): 1913
  - wicemistrz (3): 1910, 1912, 1914
  - 3. miejsce (1): 1911
- Puchar Rygi:
  - zdobywca (1): 1912, 1913

## Poszczególne sezony

### Rozgrywki międzynarodowe

#### Europejskie puchary
Klub nigdy nie uczestniczył w rozgrywkach europejskich.

### Rozgrywki krajowe
| \| Łotwa \| Bilans występów klubu w rozgrywkach piłkarskich Łotwy (Stan na 31 maja 2024 r.) \| \| |                                                                                 |        |       |   |   |   |    |    |     |                 |        |        |      |
| Poziom                                                                                            | Rozgrywki                                                                       | Sezony | Mecze | Z | R | P | B+ | B– | Pkt | Lata            | Awanse | Spadki | Naj. |
| I                                                                                                 | Virslīga                                                                        | 5      |       |   |   |   |    |    |     | 1921–1923, 1925 | 0      | 1      | 1    |
| II                                                                                                | Pirmā līga                                                                      | 4      |       |   |   |   |    |    |     | 1930–1934       | 0      | 0      |      |
| III                                                                                               | 2. līga                                                                         | 0      |       |   |   |   |    |    |     |                 | 0      | 0      |      |
|                                                                                                   | Puchar Rygi                                                                     | 4      |       |   |   |   |    |    |     | 1910–1913       | 0      | 0      | 1    |
| Łotwa                                                                                             | Bilans występów klubu w rozgrywkach piłkarskich Łotwy (Stan na 31 maja 2024 r.) |        |       |   |   |   |    |    |     |                 |        |        |      |

## Struktura klubu

### Stadion
Drużyna rozgrywała swoje mecze domowe w Rydze na stadionie "Kaiserwald", w dzielnicy Mežaparks (dawniej niem. Kaiserwald).

## Kibice i rywalizacja z innymi klubami

### Derby
- Britannia FC
- FK Union